# Paku Aji (Batin Xxiv)
Paku Aji is een bestuurslaag in het regentschap Batang Hari van de provincie Jambi, Indonesië. Paku Aji telt 510 inwoners (volkstelling 2010).